# Movement for Christian Democracy
De Movement for Christian Democracy (Nederlands: Beweging voor Christen-Democratie, MCD) was een christendemocratische beweging in het Verenigd Koninkrijk die 1990 ontstond en in 1999 werd opgeheven. De MCD was geen politieke partij maar had als voornaamste doelstelling christendemocraten en christelijke politici binnen de bestaande politieke partijen te mobiliseren en te laten samen werken.
De MCD werd op 17 november 1990 opgericht tijdens een congres waaraan 2.000 personen deelnamen in het Londense Westminster als reactie op de (in de ogen van de deelnemers) voortschrijdende secularisatie in het Verenigd Koninkrijk. De oprichters, David Alton, Derek Enright en Ken Hargreaves waren parlementsleden voor respectievelijk de Liberal Democrats, de Labour Party en de Conservative Party en zagen het als hun voornaamste taken om de christendemocratie binnen hun partijen uit te dragen. Binnen het Britse parlement behoorden ongeveer dertig parlementariërs tot de MCD en zij pleegden regelmatig overleg (een soort informele fractievergaderingen).
Voor de oprichting van de MCD was de christendemocratie een vrijwel onbekend fenomeen. Wel hadden (en hebben) de traditionele partijen speciale afdelingen voor politici met een christelijke achtergrond.
Qua opvattingen sloot de MCD aan bij het christendemocratische denken in West-Europa. Men keerde zich zowel tegen de extremen van de markt als van het staatssocialisme (The economy should not be controlled either by the state or by business and financ) en zette zich in voor een eerlijke en betrouwbare overheid (The Kingdom of God demands the pursuit of just government). Leden van de MCD waren zowel van katholieke als van protestantse huize.
Dr Alan Storkey en David Campanale, respectievelijk voorzitter en vicevoorzitter, vormden de MCD in 1999 na gesprekken met leden, om tot een politieke partij: de Christian Peoples Alliance. Hiermee kwam er een einde aan de MCD en haar doelstelling om christelijke politici die behoorden tot verschillende partijen te motiveren en uit te nodigen om christendemocratische politiek uit te voeren.

## Westminster Declaration
Bij het oprichtingscongres nam de MCD de zogenaamde Westminster Declaration die zes leidende principes voor christendemocratische politiek bevatte:
1. Sociale gerechtigheid (social justice)
2. Menselijke integriteit (respect for life)
3. Verzoening (reconciliation)
4. Barmhartigheid (active compassion)
5. Rentmeesterschap (wise stewardship)
6. Zelfsturing/ eigen capaciteiten benutten (empowerment)[5]

## Personen die indertijd betrokken waren bij de MCD
- David Alton (*1951), lid van de House of Commons voor de Liberal Democrats (1972-1992) en daarna als onafhankelijk politicus (1992-1997); als Lord Alton lid van de House of Lords (1997-heden); covoorzitter van de MCD
- Jonathan Bartley (*1971), de huidige partijleider van de Green Party of England and Wales; secretaris-generaal van de MCD (1997-2000)
- John Cushnahan (*1948), voorzitter van de Alliance Party of Northern Ireland (liberalen), lid van de Northern Ireland Assembly (1982-1986), lid van het Europees Parlement (1989-2004)
- Derek Enright (1935-1995), lid van het Europees Parlement (1979-1984) en daarna van de House of Commons voor de Labour Party (1991-1995)
- Ken Hargreaves (1939-2012), lid van de House of Commons voor de Conservative Party (1983-1992); covoorzitter van de MCD
- Robert Song, lid van de Labour Party/Christian Socialist Movement; voorzitter van de MCD
- Alan Storkey (*1943), econoom, socioloog en kunstenaar; onafhankelijk parlementskandidaat in 1997